# Вилькув (Малопольское воеводство)
Ви́лькув (пол. Wilków) — село в Польше в сельской гмине Коцмыжув-Любожица Краковского повета Малопольского воеводства

## География
Село располагается в 18 км от административного центра воеводства города Краков.
В 1975—1998 годах село входило в состав Краковского воеводства.

## Население
По состоянию на 2013 год в селе проживало 460 человек.
| 2010 | 2013 |
| ---- | ---- |
| 415  | 460  |

| Перепись  | Всего   | Всего | Женщины | Женщины | Мужчины | Мужчины |
| --------- | ------- | ----- | ------- | ------- | ------- | ------- |
| Единицы   | человек | %     | человек | %       | человек | %       |
| Население | 460     | 100   | 231     |         | 229     |         |

## Достопримечательности
- Часовня святых Отилии и Люции — памятник культуры Малопольского воеводства[4];
- Усадьба в Вилькуве — памятник культуры Малопольского воеводства[4].